# Parabothus
Parabothus es un género de peces de la familia Bothidae, del orden Pleuronectiformes. Este género marino fue descrito científicamente por John Roxborough Norman en 1931.

## Especies
Especies reconocidas del género:
- Parabothus amaokai Parin, 1983
- Parabothus budkeri (Chabanaud, 1943)
- Parabothus chlorospilus (C. H. Gilbert, 1905)
- Parabothus coarctatus (C. H. Gilbert, 1905)
- Parabothus filipes Amaoka, Mihara & Rivaton, 1997
- Parabothus kiensis (S. Tanaka (I), 1918)
- Parabothus malhensis (Regan, 1908)
- Parabothus polylepis (Alcock, 1889) (Many-scaled flounder)
- Parabothus rotundifrons Voronina, Pruvost & Causse, 2017[2]
- Parabothus taiwanensis Amaoka & S. C. Shen, 1993